# Paludocyon bohemicus
Il paludocione (Paludocyon bohemicus) è un mammifero carnivoro estinto, appartenente agli anficionidi. Visse nel Miocene inferiore (circa 20-18 milioni di anni fa) e i suoi resti fossili sono stati ritrovati in Europa.

## Descrizione
L'aspetto di questo animale doveva essere vagamente simile a quello di un orso di corporatura snella e dotato di una lunga coda. Paludocyon era un carnivoro di grandi dimensioni, che poteva superare i 100 chilogrammi di peso. Rispetto all'affine Pseudocyon, Paludocyon era dotato dei primi due molari inferiori nettamente più robusti, mentre rispetto a Cynelos i terzi molari erano molto più ridotti, così come i premolari inferiori.
Paludocyon era caratterizzato da una fila di premolari inferiori priva di diastemi, un quarto premolare piccolo e dotato di un ampio talonide, un primo molare robusto con trigonide dotato di basso paraconide e grande metaconide. Il talonide era più ampio del trigonide, e comprendeva un ipoconide alto. Il secondo molare era più corto del primo molare, e presentava un entoconide ridotto. Il quarto premolare superiore era sottile, con un paracono allungato e un parastilo debole mentre il protocono era piuttosto robusto. Il primo molare superiore era riconducibile a due morfotipi: uno quasi triangolare a causa di un'area linguale ristretta, e il secondo con un'area linguale quasi quadrangolare. Il secondo molare superiore era dotato di una forma occlusale quadrangolare, mentre i terzi molari (inferiore e superiore) erano semplici e ridotti.

## Classificazione
Il genere Paludocyon venne istituito nel 2021, per accogliere una specie precedentemente descritta da Schlosser nel 1899 come Pseudocyon bohemicus. I fossili sono stati rinvenuti nella zona di Tuchořice in Repubblica Ceca, e risalgono al Miocene inferiore. 
Paludocyon bohemicus è un membro degli anficionidi, un gruppo di mammiferi carnivori appartenenti ai caniformi e particolarmente diffuso nel medio Cenozoico. Paludocyon, in particolare, era un membro del clade Amphicyonini, comprendente anche Amphicyon, Cynelos e Megamphicyon. 